# Jacques Malouin
Jacques Malouin (1er février 1826-30 novembre 1901) est un avocat et homme politique fédéral du Québec.

## Biographie
Né à Québec dans le Bas-Canada, il est admis au Barreau du Bas-Canada en 1847. Il fut également conseiller du Barreau de Québec et bâtonnier à deux reprises pour les bâtonnats de 1869-1870 et 1877-1878. 
Élu député indépendant dans la circonscription fédérale de Québec-Centre lors d'une élection partielle déclenchée après la nomination de Joseph-Édouard Cauchon au poste de Lieutenant-gouverneur du Manitoba en 1877, il fut réélu en 1878. Il fut défait par le conservateur Joseph-Guillaume Bossé en 1882.
Son fils, Arthur Cyrille Albert Malouin, est également député fédéral de Québec-Centre et juge à la Cour supérieure du Québec et à la Cour suprême du Canada.